# Dariusz Przybylski
Dariusz Przybylski (ur. 28 lipca 1984 w Koninie) – polski organista i kompozytor. Od 2008 wykładowca Uniwersytetu Muzycznego Fryderyka Chopina, a w 2012 wybrany na prodziekana Wydziału Kompozycji, Dyrygentury i Teorii Muzyki na czteroletnią kadencję.

## Edukacja
- 2003 – dyplom z gry na organach w klasie Hanny Buczkowskiej (Szkoła Muzyczna II Stopnia w Koninie)
- 2008 – dyplom z wyróżnieniem oraz medalem Magna cum Laude z kompozycji w klasie Marcina Błażewicza (Uniwersytet Muzyczny Fryderyka Chopina)
- 2008 – dyplom z wyróżnieniem oraz medalem Magna cum Laude z gry na organach w klasie Andrzeja Chorosińskiego (Uniwersytet Muzyczny Fryderyka Chopina w Warszawie)
- 2006–2007 – studia w Hochschule für Musik w Kolonii kompozycji u Yorka Höllera, kompozycji elektronicznej u Hansa Ulricha Humperta, instrumentacji u Krzysztofa Meyera i organów u Johannesa Gefferta, jako stypendysta programu Socrates-Erasmus
- 2010 – stopień doktora sztuki muzycznej (Uniwersytet Muzyczny Fryderyka Chopina w Warszawie)
- 2010 – dyplom z wyróżnieniem studiów podyplomowych (Solistenklasse/Konzertexam) w klasie kompozycji Wolfganga Rihma w Hochschule für Musik Karlsruhe

Objęty był 4-letnim programem promocyjnym „Młodzi kompozytorzy w hołdzie Fryderykowi Chopinowi” Europejskiego Centrum Muzyki Krzysztofa Pendereckiego (2007−2010).
Brał udział w kursach mistrzowskich prowadzonych przez kompozytorów takich jak: Olga Neuwirth, Paul Edlin, Dominic Muldowney, Kurt Schwertsik, Roderick Watkins i Philip Wilby; organistów: Karol Gołębiowski, Edgar Krapp, Thierry Mechler, Gerhard Weinberger, Gary Verkade, Wolfgang Zerer, Tomasz Adam Nowak, Daniel Roth.

## Nagrody i osiągnięcia
- 2002 – I Nagroda na III Ogólnopolskim Konkursie Kompozytorskim „Patri Patriae” na utwór dedykowany Papieżowi Janowi Pawłowi II w Katowicach za utwór Nisi Dominus na mezzosopran i chór żeński
- 2003 – Wyróżnienie na II Ogólnopolskim Konkursie Kompozytorskim podczas Conversatorium Organowego w Legnicy za utwór Partita Hejnał wszyscy zaśpiewajmy na trąbkę i organy
- 2003 – Stypendium Ministra Kultury
- 2003 – Stypendium Fundacji ZE PAK Młode Talenty
- 2004 – II Nagroda na XII Ogólnopolskim Konkursie Kompozytorskim im. Adama Didura w Sanoku za 6 pieśni do słów Haliny Poświatowskiej na głos żeński i fortepian
- 2004 – II Nagroda (I nie przyznano) na II Konkursie Kompozytorskim Mikołów 2004 za Sequenza quasi una fantasia na organy solo
- 2005 – I Nagroda na Międzynarodowym Konkursie Kompozytorskim Hörbiger w Wiedniu za Orpheus und Euridice na fortepian solo
- 2005 – I Nagroda na III Ogólnopolskim Konkursie Kompozytorskim Polskiego Wydawnictwa Muzycznego PWM w Krakowie za Konstrukcję na saksofon altowy solo
- 2005 – I Nagroda na XIII Ogólnopolskim Konkursie Kompozytorskim im. Adama Didura w Sanoku za Fünf Rilke-Lieder na kontratenor i kwartet smyczkowy
- 2005 – Stypendium Fundacji Bankowej im. L. Kronenberga
- 2006 – I Nagroda na Międzynarodowym Konkursie Kompozytorskim Mikołów 2006 za Missa brevis na chór mieszany i organy
- 2006 – II Nagroda (I nie przyznano) na I Międzynarodowym Konkursie Kompozytorskim im. I.J. Paderewskiego w Bydgoszczy za The Times of the Returns na fortepian
- 2006 – III Nagroda na Międzynarodowym Konkursie Kompozytorskim Franz Josef Reinl-Stiftung w Wiedniu za Fünf Rilke-Lieder na kontratenor i kwartet smyczkowy
- 2006 – Wyróżnienie na II Międzynarodowym Konkursie Kompozytorskim im. Grażyny Bacewicz w Łodzi za Berceuse na skrzypce i fortepian
- 2006 – I Nagroda na 47. Konkursie Młodych Kompozytorów im. T. Bairda w Warszawie za The rest is silence na dwa fortepiany i perkusję
- 2006 – I Nagroda na I Ogólnopolskim Otwartym Konkursie Kompozytorskim „Pro Organo” 2006 za Fanfara Clamare na organy
- 2006 – II Nagroda na I Ogólnopolskim Otwartym Konkursie Kompozytorskim „Pro Organo” 2006 za Entrata e Chaconne na organy
- 2006 – Stypendium Ministra Kultury
- 2006 – Nagroda Ministra Kultury i Dziedzictwa Narodowego
- 2006 – Stypendium Keimyung Research Foundation
- 2006 – Stypendium Socrates/Erasmus
- 2007 – Stypendium Młoda Polska
- 2008 – II Nagroda na IV Międzynarodowym Konkursie Kompozytorskim „Musica Sacra” 2008 w Częstochowie za Et desiderabunt mori na chór mieszany a cappella
- 2008 – II Nagroda na 49. Konkursie Młodych Kompozytorów im. T. Bairda w Warszawie za Drei Formen na altówkę
- 2008 – Stypendium Telewizji Polskiej (nagroda w programie telewizyjnym Dolina Kreatywna)
- 2009 – Stypendium Ministra Kultury
- 2009/2010 – Stypendium DAAD
- 2010 – Finalista konkursu Berliner Opernpreis
- 2011 – I Nagroda na XIX Ogólnopolskim Konkursie Kompozytorskim im. Adama Didura w Sanoku za Broch Lieder na głos i fortepian
- 2011–2013 – Stypendium Fundacji Deutsche Bank dla kompozytorów operowych
- 2012–2013 – Stypendium Internationale Ensemble Modern Akademie

Od 2008 roku wykłada w macierzystej uczelni. W 2009 wykładał gościnnie w Stambule, w 2011 w Rzymie i Cuneo, a w roku akademickim 2010/11 prowadził klasę kompozycji w Keimyung University w Taegu (Korea Południowa).
Jako organista koncertuje w Polsce oraz za granicą. W jego repertuarze szczególne miejsce zajmuje muzyka nowa, na swoim koncie posiada kilkadziesiąt prawykonań utworów polskich, białoruskich, niemieckich, angielskich, ukraińskich, argentyńskich, chińskich i koreańskich kompozytorów.
Dariusz Przybylski od 2008 roku pełni funkcję przewodniczącego Koła Młodych Związku Kompozytorów Polskich. Jest członkiem Polskiego Towarzystwa Muzyki Współczesnej oraz Stowarzyszenia Autorów ZAiKS. W roku 2008 był dyrektorem Międzynarodowego Konkursu Kompozytorskiego im. Kazimierza Serockiego w Warszawie, a w roku 2012 jest dyrektorem Konkursu Wykonawstwa Muzyki XX i XXI wieku dla Młodych Wykonawców w Radziejowicach.
Kompozycje Dariusza Przybylskiego dostępne są za pośrednictwem wydawnictwa Verlag Neue Musik w Berlinie.

## Twórczość
- Tryptyk na organy op. 1, 2001
- Nisi Dominus na sopran i chór żeński op. 2, 2002
- Kwartet Pokój na dwoje skrzypiec i dwie wiolonczele op. 3, 2002
- Chorały na fortepian i orkiestrę smyczkową op. 4, 2002
- Vivatto na flet i fortepian op. 5, 2002/03
- Laudate pueri na chór mieszany a cappella op. 6, 2003
- Bogurodzica na organy op. 7, 2003
- Ave maris stella na chór mieszany a cappella op. 8, 2003
- Partita Hejnał wszyscy zaśpiewajmy na trąbkę i organy op. 9, 2003
- Salve Regina na chór mieszany a cappella op. 10, 2003
- Ex nihilo nihil na organy op. 11, 2003
- Sequenza quasi una fantasia na organy op. 11 b, 2004
- Sequenza quasi una fantasia wersja na perkusję i organy op. 11 c, 2006
- Trzy Sonety na baryton, obój, wiolonczelę i wibrafon op. 12, 2003/04
- Introitus, Hymnus et Alleluia na baryton i organy op. 13, 2004
- 6 Pieśni do słów Haliny Poświatowskiej na głos żeński i fortepian op. 14, 2004
- 2 Pieśni wielkopostne na chór mieszany a cappella op. 15, 2004
- Out of the labirynth na fortepian op. 16, 2004
- Berceuse na skrzypce i fortepian op. 17, 2004
- Morpheus-Saxophone Quartet na kwartet saksofonowy op. 18, 2004
- Missa brevis na chór żeński i organy op. 19, 2005
- Missa brevis wersja na chór mieszany i organy op. 19 b, 2006
- Orfeusz i Eurydyka poemat na fortepian op. 20, 2005
- The Times of the Returns na fortepian op. 20 b, 2006
- Konstrukcja na saksofon altowy op. 21, 2005
- 5 Rilke-Lieder na kontratenor i kwartet smyczkowy op. 22, 2005
- The rest is silence na dwa fortepiany i perkusję op. 23, 2005
- Koncert na klawesyn i orkiestrę op. 24, 2006
- Fanfara Clamare na organy op. 25, 2006
- Gesualdo on Atlantis na zespół kameralny op. 26, 2006
- Cantata in honorem Sancti Bartholomaei na baryton, chór, blachę, perkusję i organy op. 27, 2006
- Eine kleine Morgenmusik na kwintet klarnetowy op. 28, 2006
- Entrata e Chaconne na organy op. 29, 2006
- Inexprimable na zespół kameralny op. 30, 2007
- Nawet gwiazdy płaczą z tym, kto płacze w nocy na orkiestrę smyczkową i perkusję op. 31, 2007
- Nekyia na 2 perkusje i 4 puzony op. 32, 2007
- Métamorphose de l’esprit – I Sonata wiolonczelowa op. 33, 2007
- Drei Formen na altówkę op. 33 b, 2007
- Hommage á Josquin koncert na flet, orkiestrę smyczkową, perkusję i dźwięki elektroniczne op. 34, 2007
- Rituals na 2 perkusje op. 35, 2007
- Subkontur na perkusję i dźwięki elektroniczne op. 36, 2007
- Cinq Pièces en Concert na trio fortepianowe op. 37, 2007
- Cinq Pièces en Concert na saksofon altowy, wiolonczelę i fortepian op. 37b, 2007
- Praeambulum na organy op. 38, 2007
- Et desiderabunt mori na chór mieszany op. 39, 2008
- Orchesterstück na orkiestrę symfoniczną op. 40, 2008
- Miserere na 11-gł. zespół wokalny op. 41, 2008
- Warum? na taśmę op. 42, 2008
- Medeas Träume na skrzypce, klarnet basowy, fortepian i perkusję op. 43, 2008
- Dum medium silentium na sopran i organy op. 44, 2008
- Concerto Festivo na organy dla dwóch wykonawców i orkiestrę kameralną op. 45, 2008
- Concerto Festivo na organy dla dwóch wykonawców i orkiestrę op. 45b, 2008
- Orchesterstück Nr. 2 na orkiestrę symfoniczną op. 46, 2009
- Óneiros — Koncert na skrzypce i orkiestrę smyczkową op. 47; 2009
- Schübler Choräle op. 48, (2009), na organy
- Discours op. 49, (2009), na wiolonczelę i akordeon
- Toxiuh molpilia op. 50, (2009), na 12 saksofonów
- In shadow of Emily D. op. 51, (2009), miniatura na fortepian
- Bagatellen op. 52, (2009), na flet (basowy), klarnet basowy, altówkę i wiolonczelę
- Dreamming Tiffany before the breakfast op. 53, (2009), na saksofon sopranowy i organy
- Wasserstimmen op. 54, (2010), opera kameralna na 5 solistów i 5 instrumentalistów
- Manhattan Medea op. 55, (2008÷11), opera kameralna na 5 solistów i 6 instrumentalistów
- Tombeau op. 56, (2010), na klawesyn
- Le Petit Livre de Clavecin op. 57, (2010), na klawesyn
- Onyx op. 58, (2010), na dwa flety
- Abrenuntio op. 59, (2010), na tubę, flet, klarnet, perkusję i fortepian
- We will all laugh at gilded butterflies op. 60, (2010), na saksofon altowy, perkusję i fortepian
- Apollo op. 61, (2010), na baryton i perkusistę
- échange op. 62, (2010) na 10 fortepianów i orkiestrę symfoniczną
- Discours II op. 63, (2010), na klarnet, gitarę elektryczną, wiolonczelę i akordeon
- κατάβασις (Katabasis) op. 64, (2010) na orkiestrę symfoniczną i 20 młodych wykonawców
- Parafraza Preludium op. 28 nr 22 Chopina bez nr op., (2010), na flet, obój, skrzypce, wiolonczelę i fortepian
- Ergos op. 65, (2010), na wiolonczelę i fortepian
- Dwie myszy i kot op. 66, (2010−12), opera kameralna na 2 aktorów, 5 solistów i 14 instrumentalistów
- Denn ich steure mit meinen Genossen über das dunkle Meer zu unverständlichen Völkern Koncert na akordeon i orkiestrę op. 67 (2011)
- σκιαμαχια (skiamachia) op. 68 (2011) na perkusję solo
- έλλειψη (élleipsis) op. 69 (2011) na saksofon sopranowy/barytonowy i akordeon
- Broch Lieder op. 70 (2011) 9 pieśni na głos i fortepian
- swt op. 71 (2011) na fagot i kwartet smyczkowy
- Sonata da chiesa op. 72 (2012) na akordeon
- Red, Yellow, Red. Hommage a Mark Rothko op. 73 (2012) na 22 instrumenty smyczkowe
- Koncert wiolonczelowy (2013)
- Wariacje na temat Lutosławskiego (2015)

## Dyskografia
- 2003 – Bazylika w Licheniu (Megavox) – Dariusz Przybylski Bogurodzica na organy (2003), wyk.: Andrzej Chorosiński – płyta otrzymała status Podwójnej Platynowej Płyty
- 2005 – 20 lat Conversatorium Organowego w Legnicy 1986-2005 (DUX) – Dariusz Przybylski Partita Hejnał wszyscy zaśpiewajmy na trąbkę i organy (2003), wyk.: Lubomir Jarosz (trąbka), Dariusz Przybylski (organy) oraz Marian Borkowski Psalmus per organo (1975), wyk. Dariusz Przybylski (organy) – nominacja do Fryderyka 2005[3]
- 2006 – Koncert Finałowy Międzynarodowego Konkursu Kompozytorskiego im. G. Bacewicz (Akademia Muzyczna w Łodzi) – Dariusz Przybylski Berceuse na skrzypce i fortepian (2005), wyk.: Łukasz Błaszczyk (skrzypce), Mariusz Drzewicki (fortepian)
- 2006 – 'Warszawska Jesień 2006 – kronika dźwiękowa (polmic) – Dariusz Przybylski Sequenza quasi una fantasia na perkusję i organy (2006), wyk.: Leszek Lorent (perkusja), Dariusz Przybylski (organy)
- 2007 – 'Warszawska Jesień 2007 – kronika dźwiękowa (polmic) – Dariusz Przybylski Inexprimable na zespół instrumentalny (2007), wyk.: zespół, Monika Wolińska (dyrygent)
- 2008 – Młodzi Kompozytorzy w Hołdzie Fryderykowi Chopinowi (DUX)[4] – Dariusz Przybylski Inexprimable na zespół instrumentalny (2007), wyk.: zespół, Monika Wolińska (dyrygentn) – nominacja do Fryderyka 2009[5]
- 2008 – Warszawska Jesień 2008 – kronika dźwiękowa (polmic) – Dariusz Przybylski Eine kleine Morgenmusik na kwintet klarnetowy (2006), wyk.: an_Arche NewMusicEnsemble
- 2009 – Polish 20th and 21st Century Music "From Romanticism to New Avant-Garde" (polmic) – Dariusz Przybylski Medeas Traeume na zespół instrumentalny (2008), wyk.: Kwartludium
- 2009 – Dwa brzegi ma rzeka / Zwei Ufer hat der Fluss (phonector) – Dariusz Przybylski Medeas Traeume na zespół instrumentalny (2008), wyk.: Kwartludium
- 2009 – Warszawska Jesień 2009 – kronika dźwiękowa (polmic) – Dariusz Przybylski The rest is silence na dwie perkusje i dwa fortepiany (2005), wyk.: Kwadrofonik
- 2010 – Dariusz Przybylski – Works for Orchestra (DUX)[6] – Dariusz Przybylski Óneiros – Koncert skrzypcowy (2009), Nawet gwiazdy płaczą z tym, kto płacze w nocy (2007), Hommage a Josquin – Koncert fletowy (2007), wyk.: Jadwiga Kotnowska (flet), Janusz Wawrowski (skrzypce), Orkiestra Kameralna AUKSO, Marek Moś (dyrygent), Dariusz Przybylski Orchesterstuck Nr. 2 (2009), wyk.: Sinfonia Iuventus, Krzysztof Słowiński (dyrygent)
- 2010 – KOFOMI#14 – Komponisten Forum Mittersill (einklang_records) – Dariusz Przybylski Bagatellen na flet basowy, klarnet basowy, altówkę i wiolonczelę (2009), wyk.: Ensemble Reconsil Wien
- 2010 – Komeda – Inspirations (Fonografika) – Dariusz Przybylski Dreaming Tiffany Before the Breakfast na saksofon sopranowy i organy (2009), wyk.: Paweł Gusnar (saksofon), Jan Bokszczanin (organy)
- 2010 – Kwartludium+ in the European RE:NEW MUSIC project (polmic) – Dariusz Przybylski Medeas Traeume na zespół instrumentalny (2008), wyk.: Kwartludium
- 2010 – Warszawska Jesień 2010 – kronika dźwiękowa (polmic) – Dariusz Przybylski Discours 2 na klarnet, wiolonczelę, gitarę elektryczną i akordeon (2010), wyk.: Scontri Ensemble, Oliwier Andruszczenko (klarnet), Krzysztof Lenczowski (wiolonczela), Wojciech Błażejczyk (gitara), Maciej Frąckiewicz (akordeon)
- 2010 – Bogurodzica – Małgorzata Klorek (organy) (D – 100 Studio JMJ) – Dariusz Przybylski Bogurodzica na organy (2003), wyk.: Małgorzata Klorek (organy)
- 2010 – Aeration – European Saxophone Ensemble (A-SHAMS Records) – Dariusz Przybylski Toxiuh molpilia na 12 saksofonów, wyk.: European Saxophone Ensemble, Cezariusz Gadzina (dyrygent)
- 2010 – Szaleństwo koncertowania | edukacja + (Twoja Muza 2/2011) – Dariusz Przybylski Katabasis na orkiestrę symfoniczną i 20 młodych wykonawców, wyk.: Narodowa Orkiestra Symfoniczna Polskiego Radia, Uczniowie Gimnazjum nr 23 w Katowicach, Szymon Bywalec (dyrygent), Maciej Tomasiewicz (dyrygent asystent)
- 2010 – Warszawska Jesień 2011 – kronika dźwiękowa (polmic) – Dariusz Przybylski Prolog na organy (2011), wyk.: Dariusz Przybylski (organy)
- 2015  – Dariusz Przybylski Songs and Piano Works (DUX)[7]  – Dariusz Przybylski In shadow of Emily D. (2009) for piano, 6 Songs to Words by Halina Poświatowska for soprano and piano (2004), Denn das Wahre ist ernst, π [pi] Klavierstück I for piano and crotals ad libitum (2013), wyk.: Daniel Brylewski (fortepian), Iwona Sobotka (sopran), Łukasy Hajduczania (baryton)
- 2015 – L’una vuota (Requiem Records)
- 2015 – Hammond Organ Project (Requiem Records), wyk. Kwartludium + Dariusz Przybylski
- 2017 – Already It Is Dusk (Requiem Records), wyk. Dariusz Przybylski (organy), Jan Jakub Monowid (kontratenor), Leszek Lorent (perkusja)